# Isaly’s
Isaly’s — сеть молочных заводов и ресторанов со штаб-квартирой в Мансфилде, штат Огайо, существовавшая с начала XX века до 1970-х годов. Компания осуществляла свою деятельность по всему Среднему Западу США.

## История
Компания Isaly’s была основана Уильямом Изали, внуком швейцарских иммигрантов, которые поселились в округе Монро штата Огайо в XIX веке. К началу 1960-х годов розничные точки компании Isaly’s простирались от Пенсильвании до Айовы.
Ранний успех компании Isaly был связан с её свободной структурой, которая позволяла легко расширяться без корпоративных накладных расходов. Первая молочная ферма Уильяма Айсли была основана в Мансфилде, штат Огайо, где он приобрёл компанию Mansfield Pure Milk Company. Исали расширил основной бизнес от переработки молока для продажи другим бакалейным лавкам до управления собственными розничными магазинами с молоком, мороженым, хлебом и обслуживанием на обеденном прилавке. Исали также стал пионером идеи современного магазина, открыв по крайней мере одну торговую точку, которая также продавала бензин автомобилистам.
Первое расширение бизнеса привело компанию в Мэрион, штат Огайо, после приобретения в 1914 году компании Marion Pure Milk Company. Под руководством Чарльза Айзали предприятие в Марионе было быстро модернизировано, и бизнес рос соответственно. Из Мэриона компания расширилась до Янгстауна, штат Огайо, и к 1918 году у неё уже были молочная ферма и новая штаб-квартира на Махонинг-авеню. Район Янгстауна насчитывал почти 130 магазинов Isaly’s. В 1929 году сеть магазинов расширилась до Питтсбурга, штат Пенсильвания. Расширение продолжалось в течение 1930-х и 1940-х годов, когда были построены дополнительные молочные заводы от Колумбуса, штат Огайо, на запад до Айовы. Количество магазинов увеличилось до 310.
В своей рекламе молочные заводы использовали мнемоническую фразу «I Shall Always Love You Sweetheart», чтобы помочь с написанием имени Isaly. В Мэрионе, штат Огайо, бренд Isaly’s выставил любительскую баскетбольную команду, которая играла против Buffalo Silents — команды, состоящей из глухонемых игроков, и LaRue, World-Famous Indians из Огайо с Джимом Торпом.
В 1930-х годах компания Isaly’s начала программу коммерческого строительства, в которой использовались производственные помещения и торговые точки, спроектированные в высоком стиле ар-деко/ар-модерн, большинство из которых были спроектированы архитектором Винсентом (Шуи) Шонеманом. Молочный завод в Янгстауне представлял собой вершину этого проекта, с обтекаемым зданием (с экстерьером архитектора Чарльза Ф. Оусли), над которым доминировала пятиэтажная башня из стеклянных блоков.

## Продукция
Компания Isaly’s выпускала мороженое Klondike и нарезанную ветчину.